# 乾陵無字碑

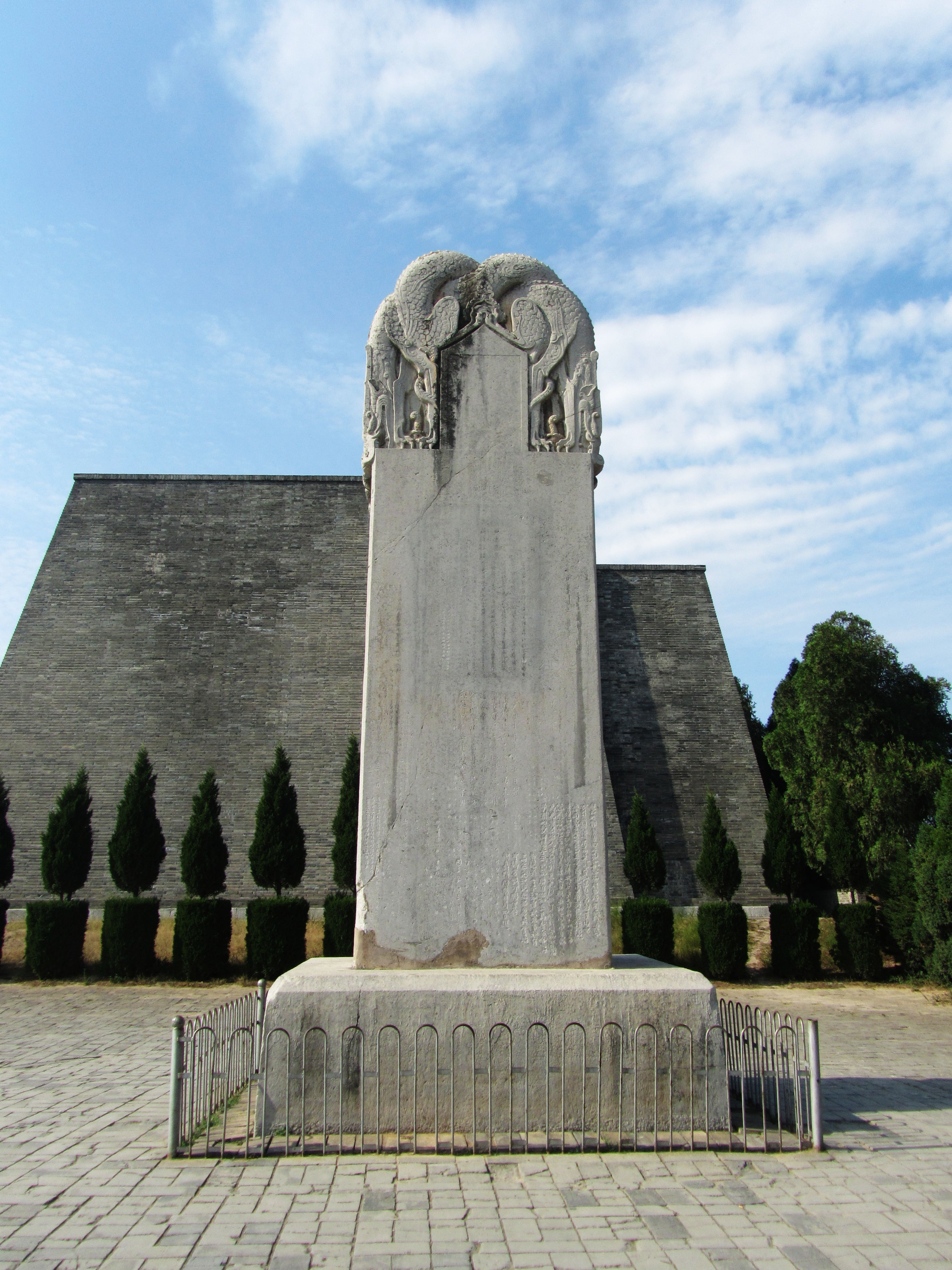
乾陵无字碑

无字碑也称为丰碑，位于陕西乾县唐乾陵东侧，是为武周皇帝武则天所立，与西侧唐高宗李治的述圣记碑相呼应。无字碑由一整块石头雕成，重98.8吨，是中国历代墓碑中的巨制。

## 外观
无字碑由一块完整的石头雕成，通高7.53米、宽为2.1米、厚1.49米，重达98.8吨。碑身上则左右各雕有四条相互缠绕的螭龙，并饰以天云龙纹。碑座上则刻有骏马、雄獅、云纹等，长2.14米、宽0.66米。同时碑身上还刻有宋朝以后前来游览的各路人士的题字。
2025年年初，无字碑上方建起一座亭子。

## 无字原因
无字碑因最初碑上未刻一字而得名，清乾隆年间《雍州金石记》有记载：“碑侧镌龙凤形，其面及阴俱无字。”对于武则天为何立无字碑的原因，历来说法不一，常见的说法主要有以下几种：
- 武则天认为自己的功德是无法用文字来表达的，在她统治期间国泰民安、政治清明。[2][6]
- 武则天自认为罪孽深重，或对自己称帝感到愧疚。[2][6]
- 武則天認為：父母恩情大似天，不能迕逆在堂前。無法言表，故為“無字碑”。[2][6]
- 来自武则天的临终遗言：“己之功过，留待后人评说”。[2][4][6]
- 该碑为唐中宗李显为武则天所立，但对于是将她称为皇帝还是母后有争议，才搁置下来成了无字碑。[6][7]
- 陕西文物研究所曾在考查中发现无字碑阳面刻满了长4厘米、宽5厘米的方格子，有人便认为这是当初准备用来刻字时留下的。于是有人推测，武则天已将写好的碑文交给了儿子李显，但李显对母亲废唐建周的行为不满、不想对她歌功颂德，但却也不好公开批评，于是才留下了无字碑。[3][6]

其他的说法还有“信佛说”、“仿效说”、“非碑说”等。

## 后世题字

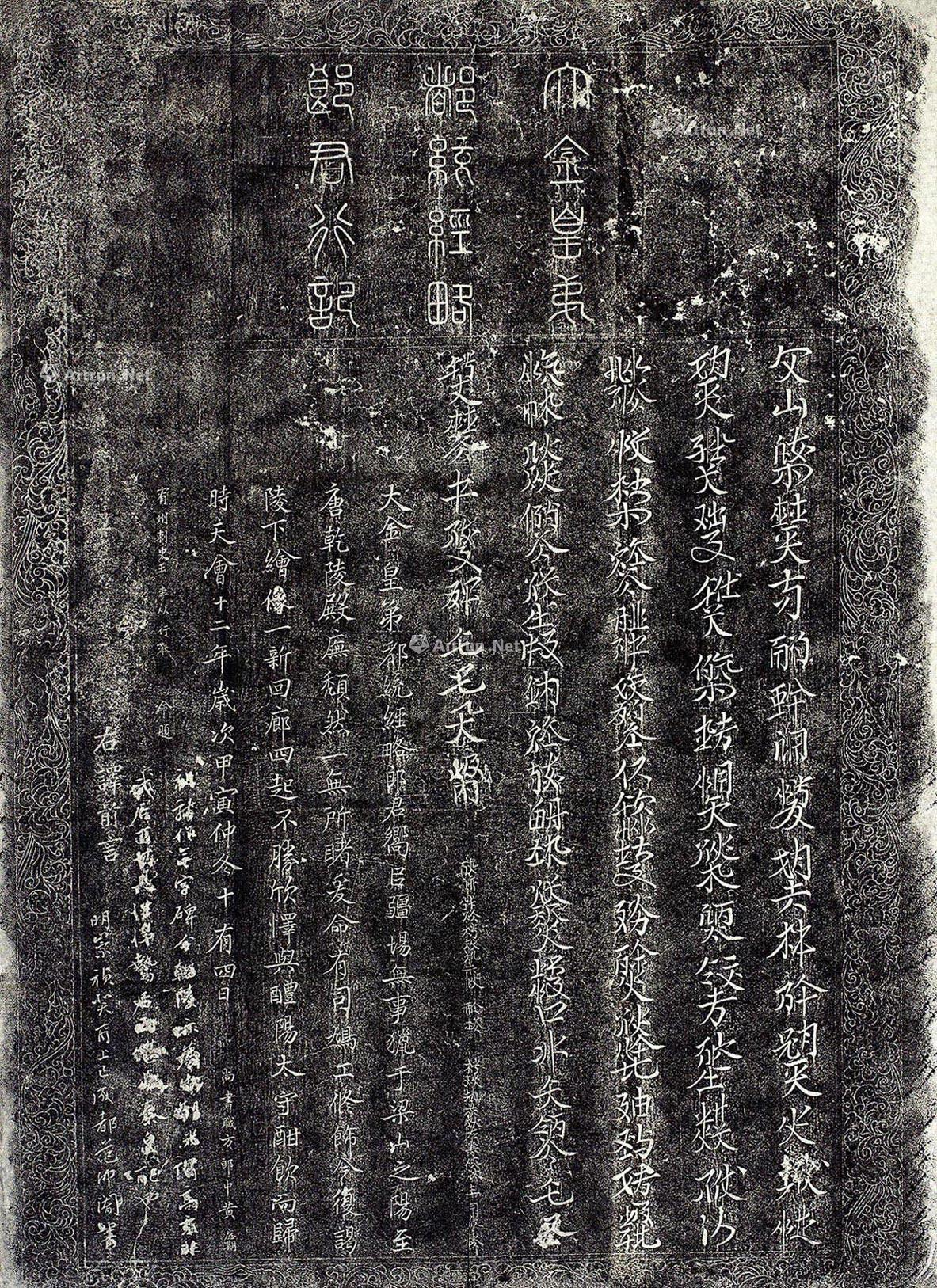
大金皇弟都統經略郎君行記

虽然最初并未刻字，不过在宋朝之后，人们开始在无字碑上题字，1938年《乾县新志》记载：“向无字。金元后，往来登眺，有题咏诗篇刊其上。”目前共有39人所题的42段文字（一说13段）。其中题字最早的是宋徽宗崇宁二年（1103年）谷正叔所题的文字：
|          | 开封王谷正叔，按行边部南还京兆，道经奉天，同邑尉李定应之恭拜乾陵时，男仅从行。崇宁癸未季冬初八日题。 |
| ——谷正叔 | |

在金天会十二年（1134年），金国皇弟完颜宗尧曾题在其上的《大金皇弟都统经略郎君行记》（简称《郎君行记》），由某種不明文字和汉语译文相对照。其中汉语译文为：
|                                | 大金皇弟都統經略郎君嚮㠯疆場無事，獵於梁山之陽，至唐乾陵，殿廡頹然，一無所睹，爰命有司鳩工修飾。今復謁陵下，繪象一新，回廊四起，不勝欣懌，與醴陽太守酣飲而歸。時天會十二年歲次甲寅仲冬十有四日。尚書職方郎中黃應期，宥州刺史王圭從行，奉命題。右譯前言。 |
| ——《大金皇弟都統經略郎君行記》 | |

对于不明文字究竟是何文字，日本学者山路廣明称其为“二十世纪之谜”。明朝金石学家趙崡在《石墨鐫華》中认为这是女真字。然而在1920年代，考古学家在內蒙古巴林右旗发现辽代帝后的墓志，对照之后才了解到其实这些文字是早期的契丹小字，从而解开了这一谜团。